# Rodrigo de Vera y Aragón y Padilla
Rodrigo de Vera y Aragón y Padilla, el Aposentador, I señor de Hinojosa, fue un noble español.

## Orígenes familiares
Era hijo de Ruy Martínez de Vera y Centelles, I señor de la villa de Rabanera, y de su esposa, casados en Mérida, Mencía de Padilla.

## Biografía
Fue aposentador de Juan II de Castilla y Enrique IV de Castilla, I señor de Hinojosa y procurador en Cortes.

## Matrimonio y descendencia
Casó en Llerena con Leonor Pacheco, de quién, según Blas de Salazar y Alonso López de Haro, tuvo, entre otros, hijo segundo, a Alonso García de Vera y Aragón y Pacheco, Alonso de Vera y Aragón y Pacheco, Alonso de Vera y Aragón, Alonso García de Vera o Alonso de Vera (Badajoz, c. 1425-?), vecino de Llerena, que "alcanzó los tiempos del rey Enrique IV de Castilla", según Blas de Salazar, donde casó primera vez con Leonor Rodríguez de Morales, de la familia Morales de los Doce Linajes de Soria según Blas de Salazar y Carlos Luque Colombres, y segunda vez con Beatriz Godínez, hija o nieta del señor de Tamame, ambos sepultados en Llerena, de acuerdo con la habilitación a caballero de hábito de la Orden de Santiago de su nieto de 1572, siendo antepasados de los Vera con actuación en América. Fueron padres de Rodrigo de Vera y Aragón y Godínez.